# Dekanat Lida
Dekanat Lida – jeden z 16 dekanatów diecezji grodzieńskiej na Białorusi. W jego skład wchodzi 14 parafii. 

## Lista parafii
| Lp. | Miejscowość / parafia                                                   | Proboszcz / administrator | Kościół                                                                   | Zdjęcie |
| --- | ----------------------------------------------------------------------- | ------------------------- | ------------------------------------------------------------------------- | ------- |
| 1   | Białohruda Parafia św. Michała Archanioła                               |                           | Kościół św. Michała Archanioła w Białohrudzie                             |         |
| 2   | Bielica Parafia św. Jerzego Męczennika                                  |                           | Kościół św. Jerzego Męczennika w Bielicy                                  |         |
| 3   | Berdówka Parafia Trójcy Przenajświętszej                                |                           | Kościół Trójcy Przenajświętszej w Berdówce                                |         |
| 4   | Krupa Parafia Trójcy Przenajświętszej                                   |                           | Kościół Trójcy Przenajświętszej w Krupie                                  |         |
| 5   | Lida - Fara Parafia Podwyższenia Krzyża Świętego                        | ks. Włodzimierz Hulaj     | Kościół Podwyższenia Krzyża Świętego w Lidzie                             |         |
| 6   | Lida - Industrialny Parafia Wniebowzięcia Najświętszej Maryi Panny      |                           | Kościół Wniebowzięcia Najświętszej Maryi Panny w Lidzie                   |         |
| 7   | Lida - Mołodziożny Parafia Miłosierdzia Bożego                          |                           | Kościół Miłosierdzia Bożego w Lidzie                                      |         |
| 8   | Lida - Słobódka Parafia Niepokalanego Poczęcia Najświętszej Maryi Panny |                           | Kościół Niepokalanego Poczęcia Najświętszej Maryi Panny w Lidzie          |         |
| 9   | Lida Parafia Świętej Rodziny                                            | ks. Józef Hańczyc         | Kościół Świętej Rodziny w Lidzie                                          |         |
| 10  | Minojty Parafia Najświętszego Serca Pana Jezusa i św. Andrzeja Boboli   |                           | Kościół Najświętszego Serca Pana Jezusa i św. Andrzeja Boboli w Minojtach |         |
| 11  | Mociewicze Parafia Matki Bożej Częstochowskiej                          |                           | Kościół Matki Bożej Częstochowskiej w Mociewiczach                        |         |
| 12  | Nieciecz Parafia św. Michała Archanioła                                 | ks. Leon Liszyk           | Kościół św. Michała Archanioła w Niecieczy                                |         |
| 13  | Pierwomajski/Nieciecz Parafia św. Kazimierza                            | ks. Igor Antoni Anisimow  | Kościół św. Kazimierza w Pierszamajskim                                   |         |
| 14  | Wawiórka Parafia Przemienienia Pańskiego                                |                           | Kościół Przemienienia Pańskiego w Wawiórce                                |         |